# Wakai (Suriname)
Wakai, ook geschreven als Wakay, is een gebied aan de Corantijn in Suriname. Het ligt in het zuidwesten van het district Nickerie, niet ver van de grens met Sipaliwini.
In 1978 werd de Mora-ontsluitingsweg geopend, ook wel de Matapi-Apoera-Wakai-bostoegangsweg genoemd. Deze loopt van Wakai naar het zuiden langs de grens met Guyana.

## Gemaal
In Wakai staat een gemaal dat circa jaren 1980 in het kader van het Multipurpose Corantijnproject is gebouwd en dat water uit de Corantijnrivier in het Corantijnkanaal pompt. Deze vier pompen hadden bij elkaar een capaciteit van dertig kubieke meter per seconde. Het Corantijnkanaal heeft een lengte van 66 kilometer en heeft ten doel om water naar de rijstvelden te transporteren. In 2019 werden nieuwe pompen aangeschaft met een grotere capaciteit. De derde werd begin 2024 in gebruik genomen.